# 穿越领域计划
《穿越领域计划》是一款由萬普与Monolith Soft协力制作并由萬代南夢宮遊戲（現：萬代南夢宮娛樂）发行的戰略角色扮演类型的任天堂3DS游戏。本作的最大卖点是其登场人物云集卡普空、世嘉以及萬代南夢宮三大游戏公司旗下众多代表性游戏角色。本作于2012年10月11日在日本发售，2013年6月25日在北美发售，6月25日在台湾和香港发售英文版，7月5日在欧洲发售。

## 登场人物
《穿越领域计划》一共收录了200名游戏角色（包括敌方角色）。

### 原创角色
- 黃龍寺美依（CV：田村由香里）
- 天齋小吾郎（CV：關俊彥）

### 卡普空

#### 生化危機系列
- 克里斯·雷德菲尔德（CV：東地宏樹）
- 吉兒·華倫泰（CV：湯屋敦子）
- 追跡者
- Ooze
- 猎杀者α（CV：景浦大輔）
- 暴君T-002
- 超暴君T-002（CV：上別府仁資）

#### 鬼泣系列
- 但丁（CV：森川智之）
- 蕾蒂（CV：折笠富美子）
- 傲慢地獄
- 憤怒地獄（CV：西嶋陽一）
- marionetto
- bloody mary
- sin scissors

#### 魔域幽靈系列
- 戴米特里·馬克西莫夫（CV：檜山修之）
- 淚淚（CV：早見沙織）、
- （CV：田中理惠）
- Lord Raptor（CV：上田祐司）
- Jedah Dohma（CV：千叶一伸）
- Q-Bee（CV：西口杏里沙）

#### 街頭霸王系列
- 隆（CV：高橋廣樹）
- （CV：岸佑二）
- 春丽（CV：折笠富美子）
- 韓蛛俐（CV：喜多村英梨）
- Seth（CV：大塚明夫）

#### 洛克人X系列
- 洛克人X（CV：櫻井孝宏）
- （CV：置鲇龙太郎）
- 愛莉絲（CV：水谷優子）
- 霸法
- 小矮兵C-15
- 小矮兵D2
- 騎乘裝甲
- 槍電壓

#### 死亡復甦系列
- 法蘭克·魏斯特（CV：小山力也）

#### 魔界村系列
- 亚瑟（CV：稲田徹）
- 亞斯她錄（CV：上別府仁資）
- 雙角凱怪（CV：景浦大輔）
- 紅獄魔（CV：宮下栄治）
- 紅獄魔白（CV：宮下栄治）
- 紅獄魔ACE（CV：匠つかさ）
- 紅獄魔KING（CV：匠つかさ）
- 喪屍（CV：宮下栄治、長谷川芳明(赤)）

#### CYBERBOTS
- 戴比蘿特·德·迪斯撒旦九世（CV：小櫻悅子）

#### 洛克人Dash系列
- 多蓉·邦恩（CV：饭冢雅弓）
- 哥布（CV：横山智佐）
- Horokko
- RedHorokko
- Sharukurusu

#### 正義學園系列
- 一文字伐（CV：檜山修之）

### 世嘉

#### 战场女武神系列
- （CV：中村悠一）
- ·瑪爾榭利斯（CV：遠藤綾）
- （CV：浅野真澄）
- 塞貝莉雅·布雷斯（CV：大原沙耶香）

#### 樱花大战系列
- 大神一郎（CV：陶山章央）
- 真宫寺樱（CV：横山智佐）
- 艾莉卡·芳汀（CV：日高範子）
- 洁蜜妮·桑莱兹（CV：小林沙苗）
- 殺女（CV：折笠愛）
- 西佐（CV：高木涉）
- 降魔（CV：中澤匡智）
- 兵士

#### VR战士系列
- 结城晶（CV：三木真一郎）
- 陈佩（CV：高山南）
- 杜拉爾

#### 光明力量EXA
- 托马（CV：朴璐美）
- 西利尔（CV：桑岛法子）
- Riemsianne（CV：豐口惠）
- piggy（CV：國分優香里、中澤匡智(big)）
- medusa（CV：藤野泰子）
- succubus（CV：土方サンドラ）
- Dark Stalker（CV：景浦大輔、匠つかさ）

#### 太空频道系列
- 舞拉拉（CV：舞拉拉）
- Coco☆Tapioca
- morolian

#### 永恆的盡頭
- 杰法（CV：下野紘）
- 琳貝爾（CV：遠藤綾）
- 瓦修隆（CV：成田劍）
- Tar man
- Vibrant Tar Man
- Treasure Mimic
- Golden Mimic
- Blood Doll
- Dwellest

#### 火爆刑事系列
- 布鲁诺·德林格爾（CV：樋浦勉）
- Bermuda Gang（CV：中澤匡智、匠つかさ(High)）

#### 僵屍復仇
- 毒島力也（CV：浪川大輔）
- ebitan
- Hedrin

#### 毒蛇快打系列
- 邦（CV：高桥广树）

### 萬代南夢宮

#### 
- 尤里·羅威爾（CV：鳥海浩輔）
- 艾絲緹兒（CV：中原麻衣）
- 弗林·西佛（CV：宮野真守）
- 紫色歇斯底里
- 大槌巨像
- 暴動者
- 日間暴動者
- 夜間暴動者
- 紳士（CV：宮下栄治）
- 卡圖索

#### 铁拳系列
- 风间仁（CV：千叶一伸）
- 凌晓雨（CV：坂本真绫）
- 亞莉莎·伯斯科諾維奇（CV：松岡由貴）
- 三島平八（CV：石塚運昇）

#### .hack系列
- 凯特（CV：相田早矢香）
- 黑玫瑰（CV：浅野真澄）
- aura（CV：坂本真绫）
- 史凱司
- 史凱司 Zero
- Stehoney（CV：檜山修之）
- Goblin（CV：奈良徹）
- Headhunter（CV：上別府仁資）
- Headless King（CV：上別府仁資）
- Menhir

#### 異域傳說系列
- KOS-MOS（CV：鈴木麻里子）
- T-elos（CV：鈴木麻里子）
- Goblin
- Bugbear
- Armaros
- Expression
- Glare

#### 系列
- 桑格·佐沃特（CV：小野健一）

#### 噬神者系列
- 索玛·西克札尔（CV：中井和哉）
- 亞莉莎·阿米耶拉（CV：坂本真绫）
- 雨宮龍膽（CV：平田廣明）
- 伐折羅
- 金剛
- 金剛墮天
- 鬼面巨尾
- 鬼面巨尾堕天
- 地繭女
- 地繭女堕天
- 接合體
- 接合體堕天

#### 女武士大冒险系列
- 女武士（CV：井上喜久子）
- Sizath
- Robodian
- Chaox

#### 無限邊疆》系列
- 哈肯·白朗寧（CV：檜山修之）
- 楠舞神夜（CV：尤加奈）
- Phantom
- Necron（CV：國分優香里）
- Omicon（CV：西口杏里沙）
- Book of（CV：藤野泰子）
- WR Red - Heavy（CV：奈良徹）
- WR Gold - Heavy（CV：匠つかさ）
- Dragoon
- Defense Droid

#### 南夢宮X卡普空
- 有栖零兒（CV：井上和彦）
- 小牟（CV：南央美）
- Saya（CV：折笠愛）
- Dokugozu（CV：西嶋陽一）
- Dokumezu（CV：奈良徹）
- Katana（CV：水谷優子）
- Akatana（CV：水谷優子）
- Byakuya X（CV：水谷優子）
- Kamaitachi（CV：最上嗣生）
- Aku Tengu（CV：高橋研二）
- Gou Tengu（CV：最上嗣生）

#### ゆめりあ
- 小喵喵（CV：仲西環）
- （CV：鈴木麻里子）
- Feydoom

## 主題曲
OP「Wing Wanderer」
主唱、作詞：高橋洋子 / 作曲、編曲：大森俊之
ED「GALAXY」
主唱、作詞：高橋洋子 / 作曲、編曲：大森俊之

## 续作
万代南梦宫在2015年4月正式宣布本作的续作《穿越领域计划2 勇敢新世界》（日语：プロジェクト クロスゾーン2：ブレイブニューワールド）。本作将于2015年秋季发售，并且会发售面向欧美的海外版。